# أغنيت يونسن
أغنيت يونسن (بالنرويجية البوكمول: Agnete Kristin Johnsen)‏ هي مغنية مؤلفة وشاعرة نرويجية، ولدت في 4 يوليو 1994 في Varangerbotn ‏ في النرويج.

## وصلات خارجية
- أغنيت يونسن على موقع IMDb (الإنجليزية)
- أغنيت يونسن على موقع ميوزك برينز (الإنجليزية)
- أغنيت يونسن على موقع ديسكوغز (الإنجليزية)